# Premio Andreas Gryphius
Il premio Andreas Gryphius era un riconoscimento letterario, attribuito a scrittori e traduttori di lingua tedesca dell'Europa Centrale e Orientale, intitolato all'autore seicentesco Andreas Gryphius. La sua assegnazione, iniziata nel 1957, venne proseguita fino al 1999, quando il Ministero federale degli interni e il commissario del governo federale per la cultura e i mezzi di comunicazione sospesero il loro sostegno economico ad essa a causa dell'adozione di misure di austerità. La manifestazione si svolgeva fino al 1990 a Düsseldorf, in seguito, per iniziativa della Gilda degli artisti di Esslingen si decise di trasferire il premio a Głogów, città natale di Gryphius. Il premio principale consisteva nella somma di 25000 DM (12500 €) alla quale si affiancavano borse di studio per un ammontare di 7000 DM (3500 €).

## Vincitori del premio
- 2023 Ilse Hehn[1]
- 2022 Jörg Bernig
- 2020 Traian Pop
- 2019 Benedikt Dyrlich
- 2018 Catalin Dorian Florescu
- 2017 Tina Stroheker
- 2016 Jenny Schon
- 2015 Erich Pawlu
- 2014 
  - Therese Chromik
  - Leonie Ossowski
- 2013 Hans Bergel
- 2012 Monika Taubitz
- 2011 Michael Zeller
- 2010 Renata Schumann
- 2009 Arno Surminski
- 1999 Stefan Chwin
- 1998 Milo Dor
- 1997 Karl Dedecius – Primo premio
- 1996
  - Jiří Gruša
  - Olly Komenda-Soentgerath
- 1995 Andrzej Szczypiorski – Primo premio
- 1994 Hans-Jürgen Heise
- 1993 Dagmar Nick
- 1992 
  - Janosch (Horst Eckert) – Primo premio
  - Paweł Huelle
- 1991
  - Ota Filip
  - Helga Schütz
  - Franz Hodjak
- 1990 
  - Peter Härtling – Primo premio
  - Christian Saalberg
- 1989 Ilse Tielsch – Primo premio
- 1989 Michael Wieck
- 1988 Martin Gregor-Dellin
- 1987 Otfried Preußler
- 1986 Hans Werner Richter
- 1985 Ernst G. Bleisch
- 1984 Hans Sahl
- 1983 Horst Bienek
- 1983 Ulla Berkéwicz
- 1982 Franz Tumler
- 1981 Ernst Vasovec
- 1980 Saul Friedländer
- 1979 Siegfried Lenz – Primo premio
- 1978 Arno Surminski
- 1978 Hanns Gottschalk
- 1977 
  - Reiner Kunze – Primo premio
  - Rose Ausländer
  - Rudolf Langer
- 1976
  - Karin Struck
  - Tamara Ehlert
- 1975 Frank Thiess
- 1974 Peter Huchel
- 1973 Hans-Jürgen Heise
- 1972 
  - Walter Kempowski
  - Ilse Tielsch
  - Gertrud Fussenegger
- 1971 Wolfgang Koeppen – Primo premio
- 1970
  - Dagmar Nick
  - Barbara König
- 1969 
  - Manfred Bieler
  - Oskar Pastior
- 1968 Rudolf Pannwitz
- 1967 Arnold Ulitz
- 1967 Horst Bienek
- 1966 Johannes Urzidil – Primo premio
- 1965 Josef Mühlberger
- 1965 Peter Jokostra
- 1962 Karl Dedecius
- 1959 August Scholtis – Primo premio
- 1957 Heinz Piontek – Primo premio